# تاتیانا (خواننده)
تاتیانا پالاسیوس چاپا (متولد ۱۲ دسامبر ۱۹۶۸) که به نام تاتیانا شناخته می‌شود، یک بازیگر، خواننده و مجری تلویزیونی مکزیکی آمریکایی الاصل است. او که به عنوان " ملکه بچه‌ها " شناخته می‌شود او نامزد پنج جایزه گرمی لاتین برای بهترین آلبوم کودکان شده است و بیش از ۹ میلیون آلبوم به فروش رسانده است. تاتیانا در ۱۲ دسامبر ۱۹۶۸ در فیلادلفیا به دنیا آمد، در حالی که پدرش در دانشگاه پنسیلوانیا تحصیل می‌کرد. تاتیانا یک شهروند دوگانه ایالات متحده و مکزیک، تاتیانا در مونتری، مکزیک، توسط والدینش، دکتر خوزه رامون پالاسیوس اورتگا و دیانا پرلا چاپا د پالاسیوس، پس از اتمام تحصیلات پدرش در پنسیلوانیا، بزرگ شد.